# Ove Ekelund
Karl Ove Herman Ekelund, född 18 mars 1894 i Jönköping, död 20 september 1961 i Stockholm, var en svensk författare och pjäsförfattare

## Filmmanus
- 1941 – Fransson den förskräcklige